# 図師兼弐

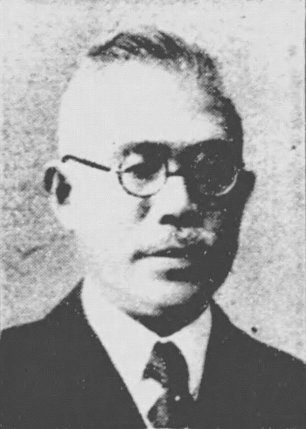
図師兼弐

図師 兼弐（ずし けんじ、旧字：圖師兼貳　1877年（明治10年）7月15日 - 1954年（昭和29年）10月15日）は、日本の衆議院議員。福岡県八幡市長。農商務官僚。

## 経歴
宮崎県臼杵郡北浦村（現在の延岡市）出身。1900年（明治33年）に日本法律学校（現在の日本大学）を卒業し、1904年（明治37年）に高等文官試験に合格した。関東州民政署属を経て、1906年（明治39年）に農商務省山林属となった。同年、林務官となり、以後熊本大林区署経理課長、広島大林区署庶務課長、山林事務官、高知大林区署林務課長、熊本大林区署林務課長、青森大林区署林務課長、東京大林区署林務課長を歴任した。1920年（大正9年）に退官した後も農商務省嘱託を務めた。
1928年（昭和3年）に八幡市長に選出され、1942年（昭和17年）の翼賛選挙に出馬して衆議院議員に転身するまでその職にあった。1946年（昭和21年）、公職追放となった。